# Damian Kostrzewa
Damian Kostrzewa (* 19. September 1988 in Danzig, Polen) ist ein ehemaliger polnischer Handballspieler.
Der 1,88 Meter große und 90 Kilogramm schwere linke Außenspieler spielte anfangs bei AZS AWFiS Gdańsk und wechselte im Jahre 2010 zum polnischen Erstligisten KS Vive Kielce. Nachdem Kostrzewa in 5 Saisonspielen 18 Treffer warf, wurde er im Februar 2011 für anderthalb Jahre an MMTS Kwidzyn ausgeliehen. Ab 2012 stand er bei Tauron Stal Mielec unter Vertrag. Kostrzewa wurde in der Saison 2012/13 mit 208 Treffern Torschützenkönig der PGNiG Superliga Mężczyzn. Zur Saison 2016/17 wechselte er zum polnischen Erstligisten Wybrzeże Gdańsk, bei dem er 2018 seine Laufbahn beendete.
Damian Kostrzewa bestritt am 29. Oktober 2008 sein Debüt für die polnische Nationalmannschaft, bei dem er im ersten Qualifikationsspiel zur Europameisterschaft 2010 6 Treffer gegen Montenegro erzielte. Er bestritt mindestens 13 Länderspiele, in denen er 40 Tore erzielte.